# Орден «Народная свобода 1941—1944»
Орден учрежден законом от 9 сентября 1945 года в двух степенях. Вручался однократно болгарским и иностранным гражданам «за участие в революционной борьбе болгарского народа». Орден мог вручаться посмертно.
Автор проекта знака — художник Б. Ангелушев, первоначально орден изготавливался в частном ателье в Софии, а с 1952 года — на Государственном монетном дворе.

## Описание
Знак ордена первой степени имеет вид пятиконечной звезды белой эмали диаметром 52 мм, наложенной на позолоченную пятиконечную звезду со штралами диаметром 54 мм. В центре знака расположен позолоченный медальон с портретом Христо Ботева, обрамленный кольцом зеленой эмали с надписью «ЗА НАРОДНА СВОБОДА 1941—1944».
Знак второй степени отличается красной эмалью и изготовлен из белого металла без позолоты.
Орден имел несколько разновидностей. Первоначально знак носился без колодки и крепился к одежде с помощью нарезного штифта и гайки. Затем знак носился на левой стороне груди на пятиугольной колодке, обтянутой красной с одной или двумя синими полосками по краям, в зависимости от степени ордена.
Кроме того, различаются варианты медальона с Христо Ботевым, на одном варианте он смотрит вполоборота, на втором — прямо, на третьем — изображение не погрудное, а лишь по шею.

## Награждённые
Первым кавалером ордена стал Г. Димитров. В первом списке награждённых от 9 сентября 1945 года было 114 человек. В общей сложности, в период с 1945 по 1991 год орденом были награждены 68 265 человек (часть из них были награждены посмертно).
Орденом "За народную свободу, 1941-1944" II степени был награждён болгарский кинорежиссёр Дако Даковский (бывший партизан отряда "Георгий Бенковский" 11-й партизанской оперативной зоны НОПА).
Среди награждённых посмертно орденами "За народную свободу, 1941-1944" II степени - шесть детей (жители села Ястребино Тырговыштеского округа, которые были расстреляны за помощь болгарским партизанам 19 декабря 1943 года вместе с 18 другими жителями села):
- 12-летняя Надежда Калайджийска (18 ноября 1931 - 19 декабря 1943)[2]
- 9-летний Иван Калайджийски (19 декабря 1934 - 19 декабря 1943)[2]
- 7-летний Стойне Калайджийски (18 декабря 1936 - 19 декабря 1943)[2]
- 13-летняя Цветанка Димитрова (5 марта 1930 - 19 декабря 1943)[2]
- 13-летняя Ценка Димитрова (5 марта 1930 - 19 декабря 1943)[2]
- 11-летняя Димитринка Стоичкова (7 ноября 1932 - 19 декабря 1943)[2]

Также, кавалером ордена "За народную свободу, 1941-1944" II степени (посмертно) стал участник антифашистского движения Сопротивления в Болгарии, советский лейтенант И.З. Вальчук, погибший 29 января 1944 года в бою в районе Лещанской планины вместе с 8 другими партизанами Горноджумайского партизанского отряда.